# Финальный эпизод (Друзья)
«Финальный эпизод» (англ. The Last One) — семнадцатый и восемнадцатый эпизод десятого сезона и последняя, 236-я серия американского комедийного телесериала «Друзья».
Его премьера состоялась 6 мая 2004 года на канале NBC вместе со второй частью. Финал смотрело 60,5 миллионов зрителей, что делает эпизод самой популярной развлекательной программой за последние шесть лет и четвёртым самым рейтинговым финалом сериала в истории телевидения.
Финал сериала закрывает несколько сюжетных линий. Росс признается Рэйчел, что любит её, и они решили возобновить свои отношения. У Моники и Чендлера рождаются приёмные близнецы от Эрики и они переезжают в загородный дом.
Финальная сцена эпизода показывает друзей, покидающих пустую квартиру Моники и направляющихся в «Центральную кофейню» за последней чашкой кофе.
Финал был хорошо принят критиками и зрителями и привлёк к телеэкранам около 52 миллионов телезрителей. В рейтинге среди всех 236-ти серий данные части занимают 16 и 15 места.

## Сюжет

### Часть 1
Моника и Чендлер находятся в госпитале вместе с Эрикой, готовящейся рожать ребёнка на три недели раньше. Моника уходит ненадолго, оставляя Эрику и Чендлера наедине, от чего Чендлер чувствует себя неуютно. Когда она возвращается, Эрика начинает рожать мальчика (которого позже называют Джеком в честь отца Моники). Только Эрика успокаивается после родов, доктор объявляет, что следующий ребёнок появится на свет через минуту. Шокированные Моника и Чендлер узнают, что Эрика должна родить близнецов, о чём ни они, ни сама Эрика не подозревали. Позже у Эрики рождается девочка, которую называют Эрикой (в честь биологической матери).
Фиби приходит к Джоуи в его квартиру и видит маленьких цыплёнка и утёнка — подарок на новоселье Моники и Чендлера от Джоуи. Появляется Росс, узнаёт о родах Эрики, а потом рассказывает, что провёл ночь с Рэйчел. Рэйчел выходит из своей комнаты, и, в разговоре наедине с Россом говорит, что проведённая ночь — прекрасный способ попрощаться.
В Центральной Кофейне Росс говорит Фиби и Джоуи о словах Рэйчел. Фиби предлагает Россу рассказать ей о своих чувствах, чтобы она не уехала в Париж. Росс соглашается, но Гантер опережает его и рассказывает Рэйчел, что любит её. Рэйчел говорит, что она будет думать о нём в Париже и целует его в щеку.
Росс в квартире Моники говорит, что не собирается объясняться с Рэйчел, чтобы ему не отказали, как Гантеру. Джоуи и Майк приготовили приветственные плакаты для ребёнка. Рэйчел жалеет, что Моника и Чендлер не вернулись с ребёнком до её отъезда. Но тут входит Моника с мальчиком на руках. Все толпятся вокруг Моники, поздравляют её, когда Чендлер входит с девочкой. После ожидаемого замешательства Рэйчел объявляет, что должна ехать. Она напоследок прощается с Россом и уезжает в аэропорт. После её ухода Росс внезапно передумывает и решает последовать за Рэйчел аэропорт на такси Фиби с ней же за рулём.

### Часть 2
Джоуи возвращается в свою квартиру, чтобы забрать цыплёнка и утку, которых он спрятал, но не находит их. После поисков выясняется, что они застряли в настольном футболе. Чендлер и Джоуи решают сломать его чтоб вызволить птиц, так как у них никак не получается их достать по-другому.
Опасное, но быстрое вождение Фиби доставляет её и Росса в аэропорт вовремя. Им приходится купить билет на самолёт, чтобы охрана пропустила их в зал ожидания вылета, они ищут номер рейса Рэйчел, для чего звонят Монике. Выясняется, что самолёт Рэйчел вылетает из аэропорта Ньюарк, тогда как они с Фиби в аэропорту имени Джона Кеннеди. Фиби звонит Рэйчел, которая уже села на самолёт, чтобы задержать её на время. Когда пассажир, сидящий рядом с Рэйчел, подслушивает их с Фиби разговор, где она выдумывает проблему с креплением «левого фюзеляжа», он поднимает панику, сходит с самолёта и побуждает к этому всех остальных.
Чендлер и Джоуи, которые сильно привязаны к настольному футболу, не находят в себе силы сломать его и просят это сделать Монику, которая с радостью его ломает. После того, как они освобождают птиц, Чендлер предлагает Джоуи оставить их себе, обещая навещать их, и это будет лишним поводом им встретиться.
Фиби и Росс успевают в соседний аэропорт, как раз в тот момент, когда снова началась посадка на рейс Рэйчел. Росс говорит ей, что любит её, но это не останавливает её, и она садится в самолёт. Росс возвращается домой расстроенный, но находит сообщение от Рэйчел на автоответчике. Она объясняется ему в любви и не может понять, почему она сидит там, когда должна быть рядом с Россом. Она решает сойти с самолёта, и сообщение заканчивается. Росс начинает нервничать, нажимая все кнопки автоответчика и спрашивая: «Она сошла с самолёта!?». Вдруг сзади раздается голос Рэйчел: «Я сошла с самолёта». Они целуются.
Следующим утром друзья собираются в пустой квартире Моники и Чендлера, чтобы проводить Монику и Чендлера в их новый загородный дом. Они все оставляют на кухне свои ключи от этой квартиры и уходят, решив напоследок выпить кофе в «Центральной кофейне».

## В ролях

### Основной состав
- Дженнифер Энистон — Рэйчел Грин
- Кортни Кокс — Моника Геллер
- Лиза Кудроу — Фиби Буффе
- Мэтт Леблан — Джоуи Триббиани
- Мэттью Перри — Чендлер Бинг
- Дэвид Швиммер — Росс Геллер

### Эпизодические роли
- Пол Радд — Майк Ханниган, муж Фиби
- Анна Фэрис — Эрика
- Джеймс Майкл Тайлер — Гантер

## Производство
Перед записью эпизода сценаристы Крейн, Кауфман и режиссёр Брайт смотрели финалы других комедий для вдохновения. Кауфман обнаружил, что цепляют те концовки, которые были похожи на все предыдущие серии и которые оставались верны всей линии сериала.
Съемки проходили на студии Warner Bros. в городе Бербанк, штат Калифорния на 24-й площадке Warner Bros., где «Друзья» снимались со второго сезона. Первая часть была записана 16 января, а вторая 23 января. После окончания сериала, площадка 24 была переименована в «Площадку „Друзей“».
Последние серии были очень эмоциональными для актёров: они очень привязались к друг другу и даже просто чтение сценария заставляло их плакать. Актёры признались, что в финальной сцене слёзы и эмоции у всех были настоящими.
Хотя планировалось, что некоторые ключевые сцены эпизода будут сняты без аудитории, чтобы избежать спойлеров, продюсеры решили не беспокоиться об этом и сняли всё перед живой аудиторией. Среди приглашённых зрителей было несколько актёров, снимавшихся ранее в шоу: Хэнк Азария (играл ученого Дэвида), Мэгги Уиллер (играла Дженис), Дэвид Аркетт (тогдашний муж Кортни Кокс, играл преследователя Урсулы), Брэд Питт (тогдашний муж Дженнифер Энистон, играл похудевшего одноклассника Рэйчел).
После съёмок было организовано три отдельных вечеринки: ужин в резиденции Энистон и Питта 19 января 2004 года, 22 января в Западном Голливуде и большая вечеринка на 1000 гостей 24 января в Лос-Анджелесе в «Парк Плаза Отель». На этой вечеринке группа «The Rembrandts» исполнили заглавную песню «Друзей» «I’ll Be There for You», а актёрский состав воспроизвел первую сцену пилотного эпизода.

## Приём
В оригинальном эфире этот эпизод посмотрели 52,46 миллиона зрителей, что делает его одним из самых популярных эпизодов всего шоу, уступая лишь «Эпизоду после Суперкубка» (с 52,9 млн аудиторией).
В рейтинге Digital Spy среди всех 236-ти серий первая и вторая части этого эпизода занимают 16 и 15 место соответственно.

### Критика
USA Today назвала финал интересным и приятным и похвалила его за умелое смешение эмоций и юмора, демонстрируя каждую из звезд. «Boston Herald» похвалила Энистон и Швиммера за их игру, но чувствовала, что воссоединение их персонажей «было слишком мягким, даже если это было то, чего хотели большинство фанатов шоу».
Передовая статья в «USA Today» высветила мнение многих критиков о проблеме старения актёров: «Друзья становились скрипучими, даже когда они оставались популярными». «Salon.com» отметили, что, несмотря на «тошнотворную ажиотаж, неутешительный сезон и неубедительный финал, важно помнить, какое это было великолепное шоу в течение столь долгого времени».
Финалу дали оценку «B», назвав его «скорее трогательным, чем комичным и удовлетворительным с точки зрения завершения».